# Охраняемые территории Химачал-Прадеш
Леса штата Химачал-Прадеш (северная Индия) в настоящее время занимают площадь в 37 691 км², то есть 38,3 % территории штата. Леса были признаны главным источником дохода штата, хотя лучшие из них были вырублены. Хотя теперь перешли от эксплуатации к консервации. Правительство штата поставило целью восстановить леса на территории в 50 % общей площади штата. Были различные проекты, включая создания охраняемых территорий таких как Национальные парки, направленные на сохранение и расширение лесов.

## Сохранение и национализация лесов
Предпринимаются шаги для активизации охраны природы и Устойчивого развития в Химачал-Прадеше. Все оставшиеся леса в штате Химачал-Прадеш были национализированы и переданы таким организациям как Indian forest service, Himachal Forest Service и seasoned Range/Dy.Range Forest Officers. Лесозаготовка и продажа древесины контролируется «State Forest Corporation», и Enforcement Organisation созданных для противодействию контрабанде древесины и незаконной вырубке. Охота также ограничена.
Правительство создало 33 заповедника, два национальных парка. Предлагается создать ещё несколько.

## Лесовосстановительные программы
Всемирный банк при поддержке Общественного лесного проекта начал проект выращивания новых лесов для удовлетворения хозяйственных нужд местного населения в древесине, топливе и корме, что позволит сохранить реликтовые леса. Обезлесенные области Канди также подвергнутся лесовосстановлению по другому проекту, финансируемому Всемирным банком.

## Другие программы
Создан интегративный проект департамента водообеспечения для области Сивалика.

## Факты и цифры
| Область лесов (1996—1997)        | Площадь   |
| -------------------------------- | --------- |
| Заповедные                       | 1896 км²  |
| Охраняемые                       | 43043 км² |
| Неклассифицированные             | 976 км²   |
| Иные                             | 370 км²   |
| Под контролем департамента лесов | 748 км²   |

## Заповедники и национальные парки
Химачал-Прадеш имеет два национальных парка и тридцать два заповедника дикой природы, которые перечислены ниже:

| Заповедники и Национальные парки            | Площадь (км²) | Год регистрации |
| ------------------------------------------- | ------------- | --------------- |
| Great Himalayan National Park               | 605,61        | 1984            |
| Pin Valley National Park                    | 807,36        | 1987            |
| Bandli Wildlife Sanctuary                   | 41,32         | 1974            |
| Chail Wildlife Sanctuary                    | 108,54        | 1976            |
| Churdhar Wildlife Sanctuary                 | 56,15         | 1985            |
| Daranghati Wildlife Sanctuary               | 167,00        | 1974            |
| Darlaghat Wildlife Sanctuary                | 140,00        | 1974            |
| Dhauladhar Wildlife Sanctuary               | 943,98        | 1994            |
| Gamgul Siahbehi Wildlife Sanctuary          | 108,85        | 1974            |
| Govind Sagar Wildlife Sanctuary             | 100,34        | 1962            |
| Kais Wildlife Sanctuary                     | 14,19         | 1954            |
| Kalatop Khajjiar Wildlife Sanctuary         | 30,69         | 1949            |
| Kanwar Wildlife Sanctuary                   | 61,57         | 1954            |
| Khokhan Wildlife Sanctuary                  | 14,05         | 1954            |
| Kibber Wildlife Sanctuary                   | 1400,50       | 1992            |
| Kugti Wildlife Sanctuary                    | 378,86        | 1962            |
| Lippa Asrang Wildlife Sanctuary             | 30,89         | 1962            |
| Maharana Pratap Sagar Wildlife Sanctuary    | 3207,29       | 1983            |
| Majthal Wildlife Sanctuary                  | 40,00         | 1974            |
| Manali Wildlife Sanctuary                   | 31,80         | 1954            |
| Naina Devi Wildlife Sanctuary               | 123,00        | 1962            |
| Nargu Wildlife Sanctuary                    | 278,37        | 1974            |
| Renuka Wildlife Sanctuary                   | 4,02          | 1964            |
| Rupi Bhaba Wildlife Sanctuary               | 269,00        | 1982            |
| Sainj Wildlife Sanctuary                    | 90,00         | 1994            |
| Sangla (Raksham Chitkul) Wildlife Sanctuary | 650,00        | 1989            |
| Sechu Tuan Nala Wildlife Sanctuary          | 102,95        | 1974            |
| Shikari Devi Wildlife Sanctuary             | 72,00         | 1974            |
| Shilli Wildlife Sanctuary                   | 2,13          | 1974            |
| Shimla Water Catchment Wildlife Sanctuary   | 10,25         | 1958            |
| Simbalbara Wildlife Sanctuary               | 19,03         | 1958            |
| Talra Wildlife Sanctuary                    | 26,00         | 1962            |